# AN/BPS-16
AN/BPS-16, znany poprzednio jako AN/BPS-XX – amerykański okrętowy radar przeszukiwania powierzchni oraz nawigacji, stanowiący element wyposażenia niektórych okrętów podwodnych typu Ohio, Seawolf oraz Virginia.